# Cathédrale de Mersebourg
Cette cathédrale Saint-Jean-et-Saint-Laurent, appelée communément cathédrale de Mersebourg (en allemand : Merseburger Dom), est un des édifices religieux les plus remarquables dans la ville de Mersebourg, en Allemagne. Siège de l'ancienne principauté épiscopale de Mersebourg, elle constitue une aile du grand château de Mersebourg, la résidence des évêques, puis des ducs de Saxe-Mersebourg.
La cathédrale, majoritairement de style gothique, est considérée comme un point culminant tant du point de vue artistique qu'historique du sud de la Saxe-Anhalt.

## Histoire
La construction de la cathédrale romane primitive débute le 18 mai 1015 avec la pose de la première pierre par l'évêque Dithmar. L'église est consacrée le 1er octobre 1021 en présence de l'empereur Henri II et de son épouse, Cunégonde.

## Orgue
L'orgue original du début du XVIIIe siècle a été reconstruit par Friedrich Ladegast dans les années 1850-1860.